# 오시포프 방정식
오시포프 방정식(Osipov equations, -方程式)은 군사학의 방정식으로, 러시아의 M. 오시포프(M. Osipov)가 1915년 전투 시의 피해 상황과 병력 사이의 관계를 계량적으로 파악하기 위해 만든 수학 공식이다. 란체스터 법칙과 유사하다. 이 방정식을 만든 오시포프가 어떤 인물인지는 명확하지 않은데, 그의 이름이나 생년월일, 직업 등은 불명이다.

## 수학적 공식화
오시포프 방정식은 두 군의 병력을 {\displaystyle A_{1},A_{2}} , 상대방에 입힌 피해를 {\displaystyle a_{1},a_{2}} 라 할 때 다음과 같이 나타낼 수 있다.
- {\displaystyle {\frac {a_{1}}{a_{2}}}=K({\frac {A_{1}}{A_{2}}})^{p}}

여기서 p는 상수, K는 양 군이 결정되면 일정한 상수이다. 오시포프는 이 방정식을 개별적인 전투의 결과를 설명하는 것보다는 전투들을 종합적으로 평균하여 얻은 일반적 경향을 설명하는 것으로 생각하였다.

## 란체스터 법칙과의 관계
란체스터의 제2법칙에서 두 군의 집단적 전투력에 대한 등식을 쓰고, 양 변을 나누면 p가 2일 경우의 특수한 오시포프 방정식을 얻을 수 있다. 반대로, 오시포프 방정식에서 양 변에 {\displaystyle {\frac {a_{2}}{A_{1}^{p}}}} 을 곱하고 양 변을 상수와 같다고 놓으면 란체스터의 제2법칙을 얻는다. 따라서 기본적으로 오시포프 방정식은 란체스터의 제2법칙의 일반화라고 볼 수 있다.
오시포프는 역사적인 자료를 검토하여 상수 p가 란체스터의 제2법칙에서 주장하는 '2'보다는 '1.5'에 가까움을 발견하였다.

## 같이 보기
- 란체스터 법칙

## 참고 문헌
- Osipov, M. 1915. The influence of the numerical strength of engaged sides on thier losses. Military Collection (USSR) Part One, No 6 (June), pp.59 - 74; Part Two, No 7 (July) , pp. 25-36; Part Three, No. 8 (August), pp. 31-40; Part Four, No 9 (September), pp. 25-37; Part Five (Addendum), No 10 (October ), pp. 93-96.